# Stephen Nedoroscik
Stephen John Nedoroscik (Worcester, 28 de outubro de 1998) é um ginasta artístico estadunidense. Especialista em cavalo com alças, ele é duas vezes medalhista olímpico, campeão mundial de 2021 — o primeiro e único americano a vencer o evento — duas vezes campeão da Copa do Mundo da FIG, quatro vezes campeão nacional dos EUA e duas vezes campeão nacional da NCAA para o aparelho.
Membro da seleção masculina dos EUA, Nedoroscik representou seu país nas Olimpíadas de Verão de 2024. Ele ganhou uma medalha de bronze individual no cavalo com alças, tornando-se apenas o quarto homem americano desde a Segunda Guerra Mundial a ganhar uma medalha olímpica no aparelho, e outra medalha de bronze no evento por equipes, a primeira medalha olímpica por equipe para a ginástica masculina dos EUA desde 2008.

## Início da vida e educação
Stephen John Nedoroscik nasceu em 28 de outubro de 1998, em Worcester, Massachusetts. Seu pai, John Nedoroscik, é um policial aposentado do Departamento de Polícia de Webster, e sua mãe, Cheryl Nedoroscik (nascida Courtney), é gerente de experiência do cliente de um banco de poupança local em Holden. Ele foi criado em Indian Lake com sua irmã mais velha, Samantha, e sua irmã gêmea, Anastasia. Seu avô paterno, que deu nome a Nedoroscik, foi um veterano da Marinha dos Estados Unidos que serviu na Segunda Guerra Mundial e na Guerra da Coreia. Nedoroscik é descendente de poloneses e eslovacos; seus bisavós paternos emigraram das atuais Haligovce e Veľká Lesná, Eslováquia.
Nedoroscik nasceu com estrabismo e coloboma, o que lhe causou falta de percepção de profundidade e alta sensibilidade à luz. A deficiência visual exige que ele use óculos e o impede de obter a carteira de motorista. Ele também é asmático. Nedoroscik estudou engenharia eletromecânica na Worcester Technical High School e fez parte do programa de tecnologia de automação robótica. Ele então frequentou a Universidade Estadual da Pensilvânia, graduando-se em engenharia elétrica em 2020.

## Carreira
Nedoroscik começou sua carreira na ginástica em 2003 e competiu em todos os aparelhos. Na época em que estava no ensino médio, ele percebeu que estava progredindo apenas no cavalo com alças e decidiu se especializar naquele evento. Em 2015 e 2016, ele ganhou o título nacional olímpico júnior no cavalo com alças. Ele é conhecido por competir com óculos de proteção, que eram originalmente um presente de amigo secreto para ele do companheiro de equipe da Penn State, Ben Cooperman.
Nedoroscik começou a competir pelo Penn State Nittany Lions em 2017 e se tornou o campeão nacional da NCAA no cavalo com alças durante sua temporada de calouro. Além disso, ele se qualificou para competir no Campeonato Nacional dos Estados Unidos de 2017, onde terminou em sétimo no aparelho.
Durante as qualificações nos Jogos Olímpicos de 2024, Nedoroscik se classificou para a final do cavalo com alças em segundo lugar, atrás de Rhys McClenaghan  Ambos marcaram 15.200; no entanto, McClenaghan avançou para a final como o ginasta mais bem classificado com base em sua pontuação de execução mais alta. Além disso, ele ajudou a equipe dos EUA a se classificar para a final da equipe em quinto lugar. Devido a esta classificação em quinto lugar, os Estados Unidos começaram a final da equipe competindo em argolas estáticas e terminariam no cavalo com alças. Nedoroscik, portanto, teve que esperar cerca de duas horas e meia antes de competir em sua única rotina no evento final da equipe. Para sua rotina do cavalo com alças, Nedoroscik realizou um conjunto menos difícil do que na qualificação, mas ainda marcou 14.866, ajudando a equipe dos EUA a ganhar a medalha de bronze, sua primeira medalha desde os jogos de 2008. Na final do cavalo com alças, ele marcou 15.300 e conquistou a medalha de bronze, a primeira medalha individual para a equipe masculina desde os jogos de 2016.